# Dornelas (Amares)
Dornelas ist eine Gemeinde im Norden Portugals.
Dornelas gehört zum Kreis Amares im Distrikt Braga, besitzt eine Fläche von 3,4 km² und hat 510 Einwohner (Stand 19. April 2021).